# Jan Cornelius
Jan Cornelius SJ ang. John Cornelius (ur. ok. 1557 w Bodmin, zm. 4 lipca 1594 w Dorchester) – angielski jezuita, błogosławiony Kościoła katolickiego, męczennik, ofiara prześladowań antykatolickich w Anglii, prezbiter.

## Życiorys
Urodzony w Kornwalii, był z pochodzenia Irlandczykiem, a jego prawdziwe nazwisko brzmiało John Connor O’Mahoney. Dzięki protekcji Johna Arundella studiował początkowo na Uniwersytecie Oksfordzkim, a potem w seminarium w Reims i English College w Rzymie, gdzie przyjął święcenia kapłańskie. Do Anglii powrócił, by podjąć apostolat w 1583 roku na terenach należących do jego dobroczyńcy. Dzięki rękopisom autorstwa Anny Arundell znane są fakty nawróceń i stylu życia, jaki prowadził. Gorliwość w działalności duszpasterskiej i surowy tryb życia przydały mu przydomek „męża modlitwy”.
Pierwszy raz aresztowany został na skutek denuncjacji za prowadzenie działalności ewangelizacyjnej, gdy przebywał w posiadłości Chideock (hrabstwo Dorset). Po ucieczce ponownie trafił za kraty 14 kwietnia 1584 roku. Nieprzejednana postawa w dyskusjach sprawiła, że początkowe łagodne traktowanie uległo zmianie i przewieziony został do londyńskiego więzienia Marshalsea, gdzie poddawano go torturom.
W odpowiedzi na wcześniej złożoną prośbę Henry Garnet pełniący obowiązki superiora wydał zgodę na przyjęcie do Towarzystwa Jezusowego, a profesję zakonną Jan Cornelius złożył w obecności współwięźniów.
2 lipca 1594 roku wydano wyrok za potajemne prowadzenie duszpasterstwa prowadzące do konwersji na katolicyzm traktowane jako zdrada stanu, wykonany dwa dni później w Dorchester przez powieszenie i poćwiartowanie.
Beatyfikacji dokonał papież Pius XI 15 grudnia 1929 roku w Rzymie, wraz z trzema towarzyszami męczeństwa: Tomaszem Bosgrave'em, Janem Careyem i Patrykiem Salmonem.
Dzienna rocznica śmierci jest dniem, kiedy wspominany jest w Kościele katolickim, jezuici także 1 grudnia. Patronuje zakonnikom Towarzystwa Jezusowego hrabstwa Dorset.
Pod Chideock, na miejscu gdzie wznosił się zamek stoi krzyż upamiętniający tzw. „Męczenników z Chideock”, a kościół pw. „Naszej Pani Królowej Męczenników i św. Ignacego” ((ang.) Our Lady, Queen of Martyrs and st. Ignatius) jest szczególnym miejscem ich kultu.